# Regelbau L410
La casemate de type Regelbau L410 est une casemate répondant au standard Regelbau. Sa mission est d'assurer la protection des radars de détection antiaérienne.

## Construction
Sa construction nécessitait 1 200 m3 de terrassement, 700 m3 de béton armé et 35 tonnes d’acier. 15 hommes en assuraient le fonctionnement. Il fallait environ quatre mois pour le construire. Les cuves de flak sont construites après les blocs et normalement chaque type de cuve est faite pour un type de canon. D’abord l’abri lui même puis la cuve pour le canon de flak est construite dessus.
La lettre L indique qu'il était destiné à un usage par la Luftwaffe.

## Architecture
Le bunker est composé de quatre pièces : 
- une pièce principale de (24 m2) ;
- une pièce secondaire (16 m2) ;
- une pièce pour l’officier (6 m2) ;
- une soute à munition (6 m2).

L’accès se fait par un escalier protégé par une caponnière, puis par un sas anti-gaz. Le sol du bunker se situe à approximativement 5 m de la surface. Les murs extérieurs ont une épaisseur de 2 m et 1 m pour le cloisonnement intérieur. Il est équipé de deux portes blindées à deux vantaux d’un poids de 250 kg chacune. L’une donnant l’accès au sas anti-gaz, l’autre à la soute à munition.
Un puits perdu de pierres concassées situé en bas des escaliers assurait l’évacuation des eaux de ruissellement. Il dispose d’une sortie de secours dans la pièce secondaire.
Certains de ces bunkers sont équipés de manière qu'un équipage puisse « vivre » dans ceux-ci en service. Dans d’autres, les soldats ne peuvent pas y vivre directement, mais seulement y être là pendant leur service.

## Armement
Le L410 est  surmonté d’une cuve pour une pièce de flak de 37 mm. Leur mission au sein du camp consistait à assurer la protection des radars et des installations contre l’aviation ennemie.  Ce dispositif anti-aérien était complété par des canons anti-aériens de 20 mm et par des projecteurs. La flak fonctionne habituellement par groupe de 3. 
Sur certains modèles, il y a une lettre entre parenthèses, par exemple (f), cela signifie que le modèle de canon qui se trouvait dans le bunker donné provenait à l’origine de France. Ces pays peuvent faire référence à :  
- (ö) Autriche ;
- (i) Italie ;
- (j) Ex-Yougoslavie ;
- (t) Tchéquie ;
- (r) Russie ;
- (f) France ;
- (p) Pologne ;
- (b) Belgique ;
- (n) Norvège ;
- (h) Pays-Bas ;
- (e) Royaume-Uni ;
- (d) Danemark ;
- (g) Grèce.

source : www.regelbau.dk

## Exemplaires
Deux exemplaires ont été construits à Saint-Pabu. Cinq emplacements ont été identifiés en 2016. Les deux modèles L410 connus se situent rue du stade.
Au Danemark, il existe 19 bunkers de ce type.